# ITF Women’s World Tennis Tour 2023 (Juli–September)
In den folgenden Tabellen werden die Tennisturniere des dritten Quartals der ITF Women’s World Tennis Tour 2023 dargestellt.

## Turnierplan
| Kategorien            | Kategorien           |
| World Tennis Tour 25+ | World Tennis Tour 15 |
| --------------------- | -------------------- |
| W100                  | —                    |
| W80                   | —                    |
| W60                   | —                    |
| W40                   | —                    |
| W25                   | —                    |
| —                     | W15                  |

### Juli
| Datum 1 | Turnierort                                                                                     | Siegerin Einzel         | Siegerinnen Doppel                            |
| ------- | ---------------------------------------------------------------------------------------------- | ----------------------- | --------------------------------------------- |
| 03.07.  | Montpellier Open International Féminin de Montpellier 2023                                     | Clara Burel             | Amina Anschba Sofja Lansere                   |
| 03.07.  | Liepāja Liepāja Open 2023                                                                      | Darja Semeņistaja       | Darja Semeņistaja Daniela Vismane             |
| 03.07.  | Den Haag BICT Groep ITF The Hague 2023                                                         | Arantxa Rus             | Kristina Mladenovic Arantxa Rus               |
| 03.07.  | Hongkong ITF World Tennis Tour Women’s 40K Hong Kong 2023                                      | Wang Yafan              | Eudice Chong Wong Hong-yi                     |
| 03.07.  | Punta Cana                                                                                     | Martina Capurro Taborda | Emma Léné Emily Seibold                       |
| 03.07.  | Getxo                                                                                          | Seone Mendez            | Diletta Cherubini Anna Sisková                |
| 03.07.  | Klosters Swiss Tennis International Tour 2023                                                  | Lara Schmidt            | Paula Cembranos Sophie Lüscher                |
| 03.07.  | Cantanhede                                                                                     | Kimberly Birrell        | Francisca Jorge Matilde Jorge                 |
| 03.07.  | Stuttgart-Vaihingen                                                                            | Ella Seidel             | Mana Kawamura Yūki Naitō                      |
| 03.07.  | Nakhon Si Thammarat                                                                            | Mananchaya Sawangkaew   | Rutuja Bhosale Erika Sema                     |
| 03.07.  | Tianjin                                                                                        | Yuan Chengyiyi          | Wang Jiaqi Yang Yidi                          |
| 03.07.  | Monastir                                                                                       | Camilla Zanolini        | Salma Drugdová Katarína Kužmová               |
| 03.07.  | Lakewood                                                                                       | Hanna Chang             | Fiona Crawley Mary Stoiana                    |
| 10.07.  | Amstelveen Amstelveen Women’s Open 2023                                                        | Kaia Kanepi             | Noma Noha Akugue Marie Weckerle               |
| 10.07.  | Rom Antico Tiro a Volo 2023                                                                    | Jéssica Bouzas Maneiro  | Julija Hatouka Schibek Qulambajewa            |
| 10.07.  | Saskatoon Saskatoon Challenger 2023                                                            | Victoria Mboko          | Abigail Rencheli Alana Smith                  |
| 10.07.  | Punta Cana                                                                                     | Carlota Martínez Círez  | Victoria Osuigwe Whitney Osuigwe              |
| 10.07.  | Corroios-Seixal                                                                                | Gao Xinyu               | Talia Gibson Petra Hule                       |
| 10.07.  | Naiman                                                                                         | Li Zongyu               | Feng Shuo Wu Meixu                            |
| 10.07.  | Don Benito                                                                                     | Tamira Paszek           | María Herazo González Anastasia Iamachkine    |
| 10.07.  | Aschaffenburg Schönbusch Open 2023                                                             | Marie Benoît            | Jelena Pridankina Ivana Šebestová             |
| 10.07.  | Bacău                                                                                          | Amelie Van Impe         | Stefania Bojica Patricija Paukštytė           |
| 10.07.  | Monastir                                                                                       | Ayumi Koshiishi         | Beverley Nyangon Angella Okutoyi              |
| 10.07.  | Lakewood                                                                                       | Reese Brantmeier        | Savannah Broadus Anita Sahdijewa              |
| 10.07.  | Nakhon Si Thammarat                                                                            | Anchisa Chanta          | Monique Barry Shrivalli Rashmikaa Bhamidipaty |
| 17.07.  | Vitoria-Gasteiz Araba World Tennis Tour Femenino 2023                                          | Darija Snihur           | Alicia Barnett Olivia Nicholls                |
| 17.07.  | Granby Championnats Banque Nationale de Granby 2023                                            | Kayla Day               | Marcela Zacarías Renata Zarazúa               |
| 17.07.  | Evansville The Women’s Hospital Classic 2023                                                   | Karman Thandi           | Marija Kononowa Veronica Miroshnichenko       |
| 17.07.  | Olmütz ITS Cup Olomouc Open 2023                                                               | Darja Semeņistaja       | Magdaléna Smékalová Tereza Valentová          |
| 17.07.  | Porto Porto Open 2023/Damen                                                                    | Isabella Schinikowa     | Gabriella Da Silva Fick Alexandra Osborne     |
| 17.07.  | Pärnu                                                                                          | Sára Bejlek             | Nicole Fossa Huergo Luisa Meyer auf der Heide |
| 17.07.  | Roehampton                                                                                     | Asia Muhammad           | Rutuja Bhosale Sarah Beth Grey                |
| 17.07.  | Darmstadt Tennis International Darmstadt 2023                                                  | Tena Lukas              | Michaela Bayerlová Alana Parnaby              |
| 17.07.  | Les Contamines-Montjoie                                                                        | Selina Dal              | Astrid Cirotte Marine Szostak                 |
| 17.07.  | Nakhon Si Thammarat                                                                            | Lanlana Tararudee       | Anri Nagata Kisa Yoshioka                     |
| 17.07.  | Monastir                                                                                       | Ayumi Koshiishi         | Vanessa Popa Teiușanu Ioana Zvonaru           |
| 17.07.  | Casablanca                                                                                     | Merel Hoedt             | Astrid Lew Yan Foon Marie Mettraux            |
| 24.07.  | Figueira da Foz Figueira da Foz International Ladies Open 2023                                 | Alina Kornejewa         | Eudice Chong Arianne Hartono                  |
| 24.07.  | Dallas Dallas Summer Series 2023                                                               | Julija Starodubzewa     | Sophie Chang Ashley Lahey                     |
| 24.07.  | Horb am Neckar BMW AHG Cup Horb 2023                                                           | Veronika Erjavec        | Darja Astachowa Daniela Vismane               |
| 24.07.  | El Espinar                                                                                     | Marija Bondarenko       | Rasheeda McAdoo Alexandra Osborne             |
| 24.07.  | Bragado                                                                                        | Martina Capurro Taborda | Romina Ccuno Victoria Rodríguez               |
| 24.07.  | Monastir                                                                                       | Angella Okutoyi         | Anastasia Abbagnato Virginia Ferrara          |
| 24.07.  | Casablanca                                                                                     | Yasmine Kabbaj          | Merel Hoedt Demi Tran                         |
| 24.07.  | Caloundra                                                                                      | Melisa Ercan            | Alicia Smith Stefani Webb                     |
| 24.07.  | Sapporo                                                                                        | Thasaporn Naklo         | Ayumi Miyamoto Thasaporn Naklo                |
| 24.07.  | Vejle                                                                                          | Rebecca Munk Mortensen  | Anastassija Soboljewa Darja Jessyptschuk      |
| 31.07.  | Lexington Lexington Challenger 2023                                                            | Renata Zarazúa          | Alexis Blokhina Ava Markham                   |
| 31.07.  | Feira de Santana Engie Open Feira de Santana 2023                                              | Laura Pigossi           | Léolia Jeanjean Walerija Strachowa            |
| 31.07.  | Cordenons Serena Wines – Acqua Maniva Tennis Cup Internazionali del Friuli Venezia Giulia 2023 | Veronika Erjavec        | Angelica Moratelli Camilla Rosatello          |
| 31.07.  | Hechingen Boso Ladies Open Hechingen 2023                                                      | Brenda Fruhvirtová      | Alena Fomina-Klotz Lina Gjorcheska            |
| 31.07.  | Barcelona Women’s Tec Cup 2023                                                                 | Arina Rodionowa         | Prarthana Thombare Anastassija Tichonowa      |
| 31.07.  | Astana                                                                                         | Polina Jazenko          | Haruna Arakawa Erika Sema                     |
| 31.07.  | Køge                                                                                           | Lucija Ćirić Bagarić    | Pia Lovrič Adrienn Nagy                       |
| 31.07.  | Junín                                                                                          | Martina Capurro Taborda | Romina Ccuno Victoria Rodríguez               |
| 31.07.  | Foxhills                                                                                       | Katy Dunne              | Destanee Aiava Rutuja Bhosale                 |
| 31.07.  | Monastir                                                                                       | Caroline Roméo          | Matilde Mariani Joanna Zawadzka               |
| 31.07.  | Sapporo                                                                                        | Thasaporn Naklo         | Mao Mushika Himari Sato                       |
| 31.07.  | Caloundra                                                                                      | Melisa Ercan            | Monique Barry Lily Fairclough                 |
| 31.07.  | Kaspi                                                                                          | Daria Frayman           | Anastassija Poplawska Anastassija Suchotina   |
| 31.07.  | Savitaipale                                                                                    | Luca Udvardy            | Laura Hietaranta Luca Udvardy                 |
| 31.07.  | Eindhoven                                                                                      | Merel Hoedt             | Joy de Zeeuw Sarah van Emst                   |

### August
| Datum 1                                         | Turnierort                                                | Siegerin Einzel                                    | Siegerinnen Doppel                                     |
| ----------------------------------------------- | --------------------------------------------------------- | -------------------------------------------------- | ------------------------------------------------------ |
| 07.08.                                          | San Bartolomé de Tirajana ITF W100 Disa Gran Canaria 2023 | Julia Grabher                                      | Tímea Babos Anna Bondár                                |
| Landisville Koser Jeweler Tennis Challenge 2023 | Wang Xinyu                                                | Sophie Chang Julija Starodubzewa                   |                                                        |
| Brasília Engie Open Brasília 2023               | Lulu Sun                                                  | Carolina Alves Julia Riera                         |                                                        |
| Anning Kunming Open 2023                        | Gao Xinyu                                                 | Guo Hanyu Jiang Xinyu                              |                                                        |
| Osijek                                          | Anca Todoni                                               | Ilona Georgiana Ghioroaie Amarissa Kiara Tóth      |                                                        |
| Koksijde                                        | Dejana Radanović                                          | Maileen Nuudi Kajsa Rinaldo Persson                |                                                        |
| Leipzig Leipzig Open 2023                       | Brenda Fruhvirtová                                        | Estelle Cascino Seone Mendez                       |                                                        |
| Roehampton                                      | Alexandra Eala                                            | Mariam Bolkwadse Yuriko Miyazaki                   |                                                        |
| Sapporo                                         | Back Da-yeon                                              | Nana Kawagishi Kisa Yoshioka                       |                                                        |
| Öskemen                                         | Ayumi Koshiishi                                           | Assylschan Arystanbekowa Sandughasch Kenschibajewa |                                                        |
| Tiflis                                          | Alexandra Schubladse                                      | Jewgenija Burdina Kristiana Sidorowa               |                                                        |
| Monastir                                        | Jekaterina Schalimowa                                     | Matilde Mariani Joanna Zawadzka                    |                                                        |
| 14.08.                                          | Nanchang W40 Zhongchang 2023                              | Lanlana Tararudee                                  | Zheng Wushuang Feng Shuo                               |
| 14.08.                                          | Arequipa W40 Arequipa 2023                                | Jana Kaladsinskaja                                 | Noelia Zeballos Natalia Siedliska                      |
| 14.08.                                          | Breslau Wrocław Open 2023                                 | Darja Astachowa                                    | Ekaterine Gorgodse Dalila Jakupović                    |
| 14.08.                                          | Vrnjačka Banja                                            | Polona Hercog                                      | Elena Milovanović Ivana Popovic                        |
| 14.08.                                          | Bistrița                                                  | Anca Todoni                                        | Ilona Georgiana Ghioroaie Oana Georgeta Simion         |
| 14.08.                                          | Erwitte Erwitte Open 2023                                 | Nikola Bartůňková                                  | Nika Radišić Anita Husarić                             |
| 14.08.                                          | Aldershot                                                 | Destanee Aiava                                     | Destanee Aiava Sarah Beth Grey                         |
| 14.08.                                          | Ourense                                                   | Lesley Pattinama Kerkhove                          | Lucía Cortez Llorca Guiomar Maristany Zuleta de Reales |
| 14.08.                                          | Duffel                                                    | Amelie Van Impe                                    | Polina Bachmutkina Chelsea Vanhoutte                   |
| 14.08.                                          | Öskemen                                                   | Kristiana Sidorowa                                 | Aglaya Fedorova Kristiana Sidorowa                     |
| 14.08.                                          | Monastir                                                  | Anastassija Gurjewa                                | Jekaterina Schalimowa Radka Zelníčková                 |
| 21.08.                                          | Přerov Zubr Cup 2023                                      | Mia Ristić                                         | Sapfo Sakellaridi Anna Sisková                         |
| 21.08.                                          | Hongkong W40 Hong Kong 2023                               | Ya Yi Yang                                         | Momoko Kobori Ayano Shimizu                            |
| 21.08.                                          | Malmö                                                     | Suzan Lamens                                       | Lexie Stevens Suzan Lamens                             |
| 21.08.                                          | Braunschweig BTHC Women’s Open 2023                       | Ella Seidel                                        | Tea Lukic Joëlle Steur                                 |
| 21.08.                                          | Verbier Verbier Open 2023                                 | Diāna Marcinkēviča                                 | Deborah Chiesa Dalila Spiteri                          |
| 21.08.                                          | Vigo                                                      | Jana Fett                                          | Nefisa Berberović Sarah Beth Grey                      |
| 21.08.                                          | Bydgoszcz                                                 | Dalila Jakupović                                   | Dalila Jakupović Nika Radišić                          |
| 21.08.                                          | Lima                                                      | Sylvie Zünd                                        | Fernanda Labrana Romina Ccuno                          |
| 21.08.                                          | Nakhon Si Thammarat                                       | Patcharin Cheapchandej                             | Anchisa Chanta Salakthip Ounmuang                      |
| 21.08.                                          | Wanfercée-Baulet                                          | Veronika Podrez                                    | Selina Dal Stephanie Visscher                          |
| 21.08.                                          | Brașov                                                    | Maria Popa                                         | Nicole Huergo Bojana Marinković                        |
| 21.08.                                          | Baku                                                      | Yaroslava Bartashevich                             | Marija Sinizyna Arina Solomatina                       |
| 21.08.                                          | Monastir                                                  | Lamis Alhussein Abdel Aziz                         | Anastassija Gurjewa Radka Zelníčková                   |
| 28.08.                                          | Collonge-Bellerive TCCB Open 2023                         | Chloé Paquet                                       | Conny Perrin Anna Sisková                              |
| 28.08.                                          | Prag Kuchyně Gorenje Prague Open 2023                     | Andreea Mitu                                       | Martyna Kubka Schibek Qulambajewa                      |
| 28.08.                                          | Oldenzaal SIERS ITF World Tennis Tour Oldenzaal 2023      | Brenda Fruhvirtová                                 | Gergana Topalova Daniela Vismane                       |
| 28.08.                                          | Triest                                                    | Sofia Rocchetti                                    | Nika Radišić Anita Wagner                              |
| 28.08.                                          | Nakhon Si Thammarat                                       | Anastassija Sacharowa                              | Luksika Kumkhum Park So-hyun                           |
| 28.08.                                          | Valladolid                                                | Marina Stakusic                                    | Alexandra Bozovic Sarah Beth Grey                      |
| 28.08.                                          | Monastir                                                  | Daria Frayman                                      | Luisa Hrda Yasmine Wagner                              |
| 28.08.                                          | Yeongwol                                                  | Back Da-yeon                                       | Kim Da-bin Kim Na-ri                                   |
| 28.08.                                          | Baku                                                      | Yaroslava Bartashevich                             | Selina Atay Maria Mikhailova                           |
| 28.08.                                          | Kuršumlijska Banja                                        | Natalija Senić                                     | Natalija Senić Anja Stanković                          |
| 28.08.                                          | Brașov                                                    | Alissa Baranowska                                  | Simona Ogescu Linda Ševčíková                          |

### September
| Datum 1                                                                                          | Turnierort                                                            | Siegerin Einzel                   | Siegerinnen Doppel                        |
| ------------------------------------------------------------------------------------------------ | --------------------------------------------------------------------- | --------------------------------- | ----------------------------------------- |
| 04.09.                                                                                           | Tokio Ando Securities Open Tokyo 2023                                 | Viktorija Golubic                 | Jessika Ponchet Bibiane Schoofs           |
| Montreux Elle Spirit Open 2023                                                                   | Anna Bondár                                                           | Amina Anschba Lexie Stevens       |                                           |
| Wien Alpstar Ladies Open Vienna 2023                                                             | Tena Lukas                                                            | Irina Bara Weronika Falkowska     |                                           |
| Saint-Palais-sur-Mer OPEN 17 - Open International de tennis féminin de Saint-Palais-sur-Mer 2023 | Gergana Topalowa                                                      | Emily Appleton Walerija Strachowa |                                           |
| Saragossa                                                                                        | Solana Sierra                                                         | Martina Colmegna Solana Sierra    |                                           |
| Frýdek-Místek                                                                                    | Silvia Ambrosio                                                       | Mana Kawamura Linda Klimovičová   |                                           |
| Nakhon Si Thammarat                                                                              | Anastassija Sacharowa                                                 | Punnin Kovapitukted Tang Qianhui  |                                           |
| Shenzhen                                                                                         | Zheng Wushuang                                                        | Xun Fangying Zheng Wushuang       |                                           |
| Buzau                                                                                            | Alexia Iulia Mărginean                                                | Vittoria Modesti Doğa Türkmen     |                                           |
| Fiano Romano                                                                                     | Alexandra Schubladse                                                  | Enola Chiesa Samira De Stefano    |                                           |
| Haren                                                                                            | Isis Louise van den Broek                                             | Rikke de Koning Marente Sijbesma  |                                           |
| Monastir                                                                                         | Lamis Alhussein Abdel Aziz                                            | Katie Dyson Sandra Samir          |                                           |
| Yeongwol                                                                                         | Kim Da-bin                                                            | Kim Da-bin Kim Na-ri              |                                           |
| Kuršumlijska Banja                                                                               | Tamara Čurović                                                        | Anđela Lazarević Tea Lukic        |                                           |
| 11.09.                                                                                           | Le Neubourg Le Neubourg Open International Guillarmic-Agencement 2023 | Céline Naef                       | Fiona Ferro Alina Kornejewa               |
| 11.09.                                                                                           | Skopje W40 Skopje 2023                                                | Dejana Radanović                  | Schibek Qulambajewa Justina Mikulskytė    |
| 11.09.                                                                                           | Warna                                                                 | Ilona Georgiana Ghioroaie         | Lisa Pigato Daniela Vismane               |
| 11.09.                                                                                           | Leiria                                                                | Sonay Kartal                      | Francisca Jorge Matilde Jorge             |
| 11.09.                                                                                           | Guiyang                                                               | Guo Hanyu                         | Guo Hanyu Jiang Xinyu                     |
| 11.09.                                                                                           | Perth                                                                 | Priscilla Hon                     | Destanee Aiava Maddison Inglis            |
| 11.09.                                                                                           | Kuršumlijska Banja                                                    | Mara Guth                         | Salma Drugdová Mara Guth                  |
| 11.09.                                                                                           | Dijon                                                                 | Fiona Ganz                        | Polina Bachmutkina Chelsea Vanhoutte      |
| 11.09.                                                                                           | Monastir                                                              | Aruschan Saghandyqowa             | Andrė Lukošiūtė Nell Miller               |
| 18.09.                                                                                           | Caldas da Rainha Caldas da Rainha Ladies Open 2023                    | Petra Marčinko                    | Francisca Jorge Matilde Jorge             |
| 18.09.                                                                                           | Berkeley Berkeley Tennis Club W60K 2023                               | Marina Stakusic                   | Jessie Aney María Herazo González         |
| 18.09.                                                                                           | Pazardzhik Favorit Open 2023                                          | María Carlé                       | Cristina Dinu Radka Zelníčková            |
| 18.09.                                                                                           | Slobozia                                                              | Jekaterina Makarowa               | Oana Gavrila Walerija Strachowa           |
| 18.09.                                                                                           | Santa Margherita di Pula                                              | Katharina Hobgarski               | Ziva Falkner Katharina Hobgarski          |
| 18.09.                                                                                           | Ceuta                                                                 | Aljona Falej                      | Yvonne Cavalle-Reimers Angela Fita Boluda |
| 18.09.                                                                                           | Kyoto                                                                 | Sofja Lansere                     | Aoi Ito Tsao Chia-yi                      |
| 18.09.                                                                                           | Perth                                                                 | Taylah Preston                    | Destanee Aiava Maddison Inglis            |
| 18.09.                                                                                           | Scharm El-Scheich                                                     | Sandra Samir                      | Sandra Samir Elena-Teodora Cadar          |
| 18.09.                                                                                           | Kuršumlijska Banja                                                    | Jelena Pridankina                 | Eleni Christofi Katarina Jokić            |
| 18.09.                                                                                           | Monastir                                                              | Amelia Waligora                   | Magdalini Adaloglou Chrystyna Wosnjak     |
| 25.09.                                                                                           | Templeton Central Coast Pro Tennis Open 2023                          | Taylor Townsend                   | Mccartney Kessler Alana Smith             |
| 25.09.                                                                                           | Nanao W40 Nanao 2023                                                  | Ma Yexin                          | Aoi Ito Erika Sema                        |
| 25.09.                                                                                           | Kuršumlijska Banja W40 Kuršumlijska Banja 2023                        | Lina Gjorcheska                   | Astra Sharma Walerija Strachowa           |
| 25.09.                                                                                           | Santarém                                                              | Eva Guerrero Álvarez              | Dalayna Hewitt Madison Sieg               |
| 25.09.                                                                                           | Santa Margherita di Pula                                              | Nikola Bartůňková                 | Ekaterine Gorgodse Katharina Hobgarski    |
| 25.09.                                                                                           | Lujan                                                                 | Séléna Janicijevic                | Martina Capurro Taborda Fernanda Labraña  |
| 25.09.                                                                                           | Hilton Head                                                           | Sophia Biolay                     | Hsu Chieh-yu Mia Yamakita                 |
| 25.09.                                                                                           | Scharm El-Scheich                                                     | Martyna Kubka                     | Elena-Teodora Cadar Sandra Samir          |
| 25.09.                                                                                           | Monastir                                                              | Diana Martynov                    | Laura Böhner Gina Feistel                 |